# Marie de Rohan-Chabot

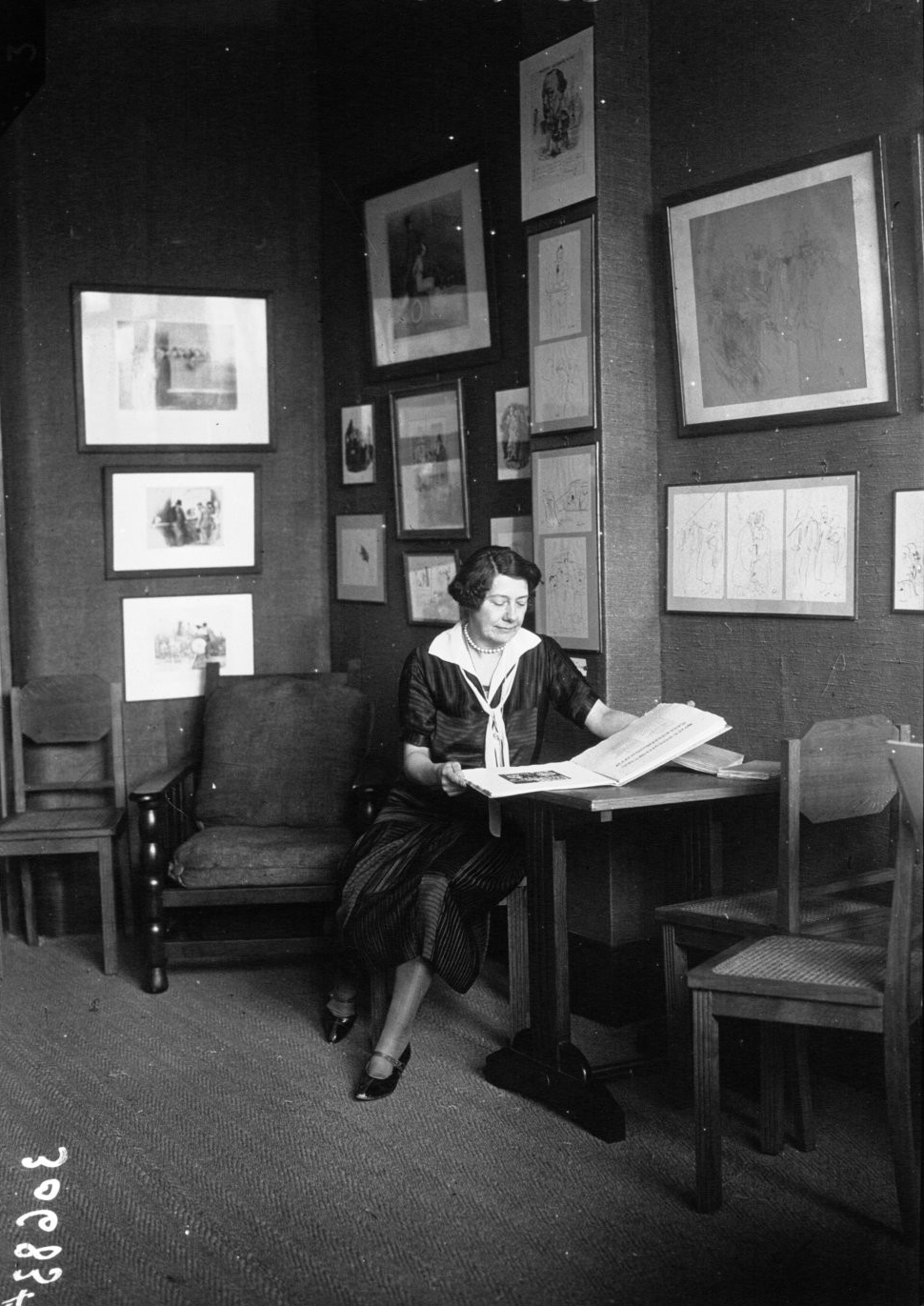

Marie de Rohan-Chabot (Parijs, 24 mei 1876 - aldaar, 3 oktober 1951) was een Frans schrijfster.

## Familie
De Rohan-Chabot, lid van de familie De Rohan-Chabot, was een dochter van de politicus Alain Charles Louis de Rohan-Chabot (1844-1914), 11e hertog van Rohan, en dichteres Herminie de La Brousse de Verteillac (1853-1926). Ze trouwde in 1897 met Lucien prins Murat (1870-1933), lid van de familie Murat; ze hertrouwde in 1934 met diplomaat en schrijver Charles Pineton graaf de Chambrun (1875-1952). Uit haar eerste huwelijk had ze een zoon Achille prins Murat (1898-1987), industrieel.
Een kleindochter van haar, dochter van Achille (1898-1987), is Salomé prinses Murat (1926) die trouwde met Albin Chalandon (1920), verschillende malen Frans minister tussen 1968 en 1988. Zij publiceerde over haar grootmoeder.

## Leven en werk
Vanaf 1927 publiceerde De Rohan-Chabot verschillende historische werken. Daarnaast had ze een kunstgalerie, terwijl ze ook zelf schilderde.

### Marcel Proust
De Diesbach schreef in zijn biografie van Marcel Proust dat Proust verliefd op haar was; dat schreef Proust aan Henry Bernstein die op dat moment De Rohan-Chabot als maîtresse had. Diesbach beschrijft haar als een vrouw die interessanter, amusanter en spiritueler is dan de meesten uit haar, aristocratische, kringen.